# گوستاو بوشار
گوستاو بوشار (فرانسوی: Gustave Buchard‎; ۱۷ فوریهٔ ۱۸۹۰ – ۱۸ فوریهٔ ۱۹۷۷) شمشیرباز اهل فرانسه بود.
وی در مسابقات کشوری و بین‌المللی در مجموع برندهٔ ۲ مدال برنز شده‌است.